# Mokadelic
Mokadelic est un groupe de musique post-rock italien. Il est notamment connu pour avoir composé la musique de la série Gomorra (2014-2021),.

## Membres du groupe
- Alessio Mecozzi - Guitare et synthétiseur
- Cristian Marras - Basse et synthétiseur
- Alberto Broccatelli - Batteur
- Maurizio Mazzenga - Guitare
- Luca Novelli - Piano et guitare

## Discographie

### Albums studio
- 2003 : I Plan on Leaving Tomorrow (comme Moka)
- 2006 : Hopi (come Moka)
- 2008 : Come Dio comanda
- 2016 : Chronicles
- 2021 : Apocalysm[3]

### Bandes originales
- 2009 :  Mar Piccolo
- 2012 : A.C.A.B.: All Cops Are Bastards
- 2014 : Gomorra[4]
- 2018 : Sur ma peau
- 2019 : L'Immortel
- 2020 : La Garçonne
- 2020 : The Shift
- 2020 : Romulus
- 2023 : Django (série télévisée)